# Hlavani
Hlavani  (ucraniano: Главані) es una localidad del Raión de Bolhrad en el Óblast de Odesa de Ucrania. Según el censo de 2024, tiene una población de 2010 habitantes.